# Sanrio

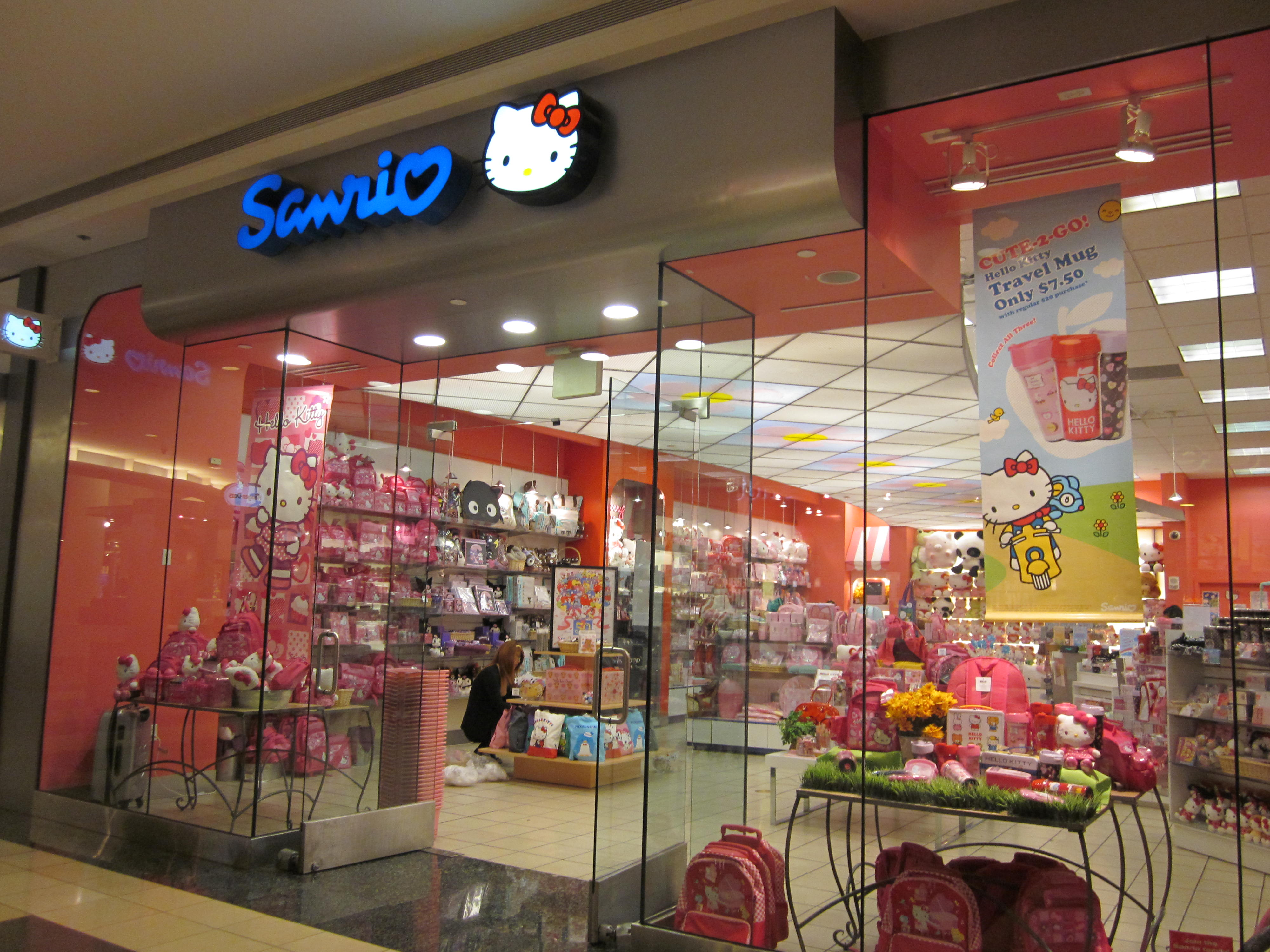
Sanrio-Geschäft in San Francisco

K.K. Sanrio (jap. 株式会社サンリオ, Kabushiki kaisha Sanrio, engl. Sanrio Co., Ltd.) ist ein japanisches Großhandelsunternehmen mit Sitz in Shinagawa, Präfektur Tokio.

## Geschichte
Das Unternehmen Sanrio wurde im August 1960 von Shintaro Tsuji (geb. 1924 in Kōfu, Präfektur Yamanashi) unter dem Namen Yamanashi Silk Center gegründet. Es verkaufte Seidenprodukte, später auch Badesandalen. Tsuji ließ kleine Blumen auf die Gummisandalen drucken, und stellte fest, dass sie sich dann besser verkauften. 1962 verkaufte das Unternehmen zum ersten Mal Geschenkartikel mit einem eigenen Erdbeermuster, später mit weiteren Obstmotiven. Tsuji engagierte die Illustratorin Ado Mizumori, eine Vorreiterin des Kawaii-Stils, und druckte ihre Figuren auf Essgeschirr. Er baute eine eigene Designabteilung auf und begann außerdem, Verwertungsrechte für US-amerikanische Figuren wie Snoopy oder dem rosaroten Panther zu kaufen. Im Dezember 1969 wurde das Geschenkartikelgeschäft in die Tochterfirma Sanrio Greetings ausgelagert.
In den 1970er-Jahren expandierte das Unternehmen stark. 1971 wurde ein erstes Ladengeschäft nur für Geschenkartikel eröffnet, 1973 benannte man das Mutterunternehmen in Sanrio um und verschmolz es mit Sanrio Greetings. Im gleichen Jahr stieg das Unternehmen in die Filmproduktion ein und verlegte den Hauptsitz ins Viertel Gotanda in Shinagawa. 1974 werden von der eigenen Abteilung neue Charaktere entwickelt und vorgestellt, darunter auch Hello Kitty.

## Beschreibung
Die Geschäftsaktivitäten sind hauptsächlich Design und Vertrieb von Geschenkartikeln, Grußkarten und Büchern, Betrieb von Restaurants, Produktion, Werbung und Vertrieb von Filmen, Planung und Präsentation von Musicals und anderen Live-Darbietungen, Lizenzierung, sowie die Planung und Betrieb von Freizeitparks. Der Vertrieb von Geschenkartikeln generiert dabei 90 % des Umsatzes und das Freizeitparksegment 6,9 %.
Bekannt ist es auch außerhalb Japans durch seine Produkte, die sich auf das Kawaii-Segment der japanischen Kultur beziehen. Am bekanntesten davon sind die Hello-Kitty-Produkte, die etwa die Hälfte des Umsatzes von einer Milliarde US-Dollar ausmachen. Andere bekannte Figuren neben Hello Kitty sind Keroppi, Badtz-Maru, Chococat und My Melody.
Die beiden vom Unternehmen betriebenen Freizeitparks in Japan sind Sanrio Puroland im Tama-Gebiet und Harmonyland in Hiji.
Sanrio Digital vertreibt Hello Kitty Computerspiele wie "The Adventures of Hello Kitty & Friends", "Hello Kitty: Roller Rescue", "Hello Kitty: Birthday Adventures", "Hello Kitty Seasons".
Das Tochterunternehmen K.K. Kokoro stellt unter der Bezeichnung Actroid Androiden her, das bekannteste Produkt ist Repliee Q1.
Die Europazentrale von Sanrio befindet sich in Wentorf bei Hamburg.